# La Vansa i Fórnols
La Vansa i Fórnols è un comune spagnolo di 173 abitanti situato nella comunità autonoma della Catalogna.